# Bart Gunn
Mike Polchlopek (né le 27 décembre 1965 à Titusville), plus connu sous le nom de ring de Bart Gunn, est un catcheur (lutteur professionnel) américain. Il est principalement connu pour son travail à la World Wrestling Federation (WWF) dans les années 1990.
Il se fait connaitre en faisant équipe avec Billy Gunn avec qui il forme The Smoking Gunns (en) et remportent à trois reprises le championnat du monde par équipes de la WWF.

## Carrière

### World Wrestling Federation
Polchlepek devient célèbre à la World Wrestling Federation dans les 1990 en faisant équipe avec Billy Gunn sous le nom des Smoking Gunns. Ils sont champions 3 fois avant de se séparer, passant de bon à méchant avec comme manager Sunny.
Polchlopek recrait équipe the Midnight Express  sous le pseudo de "Bodacious Bart" avec comme partenaire "Bombastic" Bob Holly. Cette équipe a un succès limité, pendant une brève période, ils remportent pourtant le titre NWA World Tag Team Championship en 1998.
Quand la WWF annonça un tournoi de boxe appelé the Brawl, Polchlopek participe. Il bat plusieurs catcheurs et retrouve Bradshaw en finale.
Ensuite commence un conflit avec son ex partenaire Holly et Steve Williams, les deux sont enragés de leurs défaites durant le tournoi. A Wrestlemania XV, il rencontre le champion heavyweight de boxe Eric "Butterbean" Esch. Eric Esch met KO Polchlopek en  30 secondes. Polchlopek quitte alors la WWF.

### Japon / MMA
Polchlopek trouve le succès au  Japon, avec New Japan Pro Wrestling et All Japan Pro Wrestling sous le pseudo de Mike Barton. Il fait aussi une courte apparition à la Total Nonstop Action Wrestling en 2003.
Polchlepek fait ses débuts en mixed martial arts le 17 juin 2006, en battant Wesley "Cabbage" Correira au Rumble On The Rock en 2 minutes par KO technique.
Durant le RAW 15th Anniversary Spectacular, du 10 décembre 2007, Gunn participe à la bataille royal et se fait éliminer par Steve Blackman.

## Palmarès

### En arts martiaux mixtes
| 2 combats      | 1 victoires | 1 défaites |
| Par KO         | 1           | 0          |
| Par soumission | 0           | 0          |
| Sur décision   | 0           | 1          |

| Résultat | Record | Adversaire      | Méthode                         | Événement                     | Date            | Round | Temps | Lieu             | Notes |
| -------- | ------ | --------------- | ------------------------------- | ----------------------------- | --------------- | ----- | ----- | ---------------- | ----- |
| Défaite  | 1-1    | Ikuhisa Minowa  | Décision unanime                | Pride - Bushido 13            | 5 novembre 2006 | 2     | 5:00  | Yokohama Japon   |       |
| Victoire | 1-0    | Wesley Correira | KO technique (arrêt du médecin) | Rumble on the Rock Beatdown 1 | 17 juin 2006    | 1     | 1:46  | Hawaï États-Unis |       |

### En catch
- All Japan Pro Wrestling
  - 1 fois AJPW Unified World Tag Team Championship (avec Johnny Ace)

- International Wrestling Federation 
  - 2 fois IWF World Tag Team Championship (avec Kip Winchester)

- Panama Championship Wrestling 
  - 2 fois PCW Americas Heavyweight Championship

- World Wrestling Federation
  - 1 fois NWA World Tag Team Championship avec Hardcore Holly
  - 3 fois WWF Tag Team Championship avec Billy Gunn[4]
  - Brawl For All winner (1998)